# Паукообразные обезьяны
Паукообразные обезьяны (лат. Atelidae) — семейство широконосых обезьян (Platyrrhini). Семейство включает около 30 современных видов, распространённых исключительно в Новом Свете.

## Описание
Паукообразные обезьяны (в частности, обезьяны-ревуны) считаются наиболее крупными обезьянами на американском континенте: масса взрослой обезьяны составляет 4—10 кг. Длина тела составляет 34—65 см, хвоста 55—90 см. Самки несколько больше и тяжелее по сравнению с самцами. Оголённый участок на нижней стороне кончика хвоста покрыт кожными гребешками, благодаря которым достигается цепкость. Передние конечности длиннее задних, у некоторых особей почти равны. Большой палец кисти отсутствует или редуцирован (имеется только у шерстистых обезьян); большой палец стопы развит. Шерсть длинная, различной окраски.

## Распространение
Населяют леса Центральной и Южной Америки. Ареал с севера ограничен южными районами Мексики, с юга центральной Бразилией и Боливией.

## Образ жизни
Живут на деревьях, передвигаются способом полубрахиации, подвешиваясь на передних конечностях и цепком хвосте. Активны в светлое время суток. Держатся семейными группами или стадами до 100 особей. Питаются как растительной, так и животной пищей; предпочтение отдают плодам, семенам и листьям растений. Также употребляют в пищу яйца птиц.
Выраженный сезон размножения отсутствует. Беременность длится 225—230 дней. Ревуны характеризуются низкой плодовитостью: рождается всего один детеныш, который первые два—три года неотлучно находится при матери. Уже к 4—5 месяцу они начинают питаться растительной пищей. Самки рожают раз в 3—4 года. Паукообразные обезьяны живут семьями до 30 особей, которые часто соединяются в малые группы из 3—4 животных. Самцы более агрессивны, чем самки, и являются вожаками. Матери обычно занимаются грумингом своих детенышей, реже — других членов семьи. Передвигаются на двух и четырех конечностях.

## Классификация
В семействе выделяют два подсемейства, 5 родов и 29 видов:
- Подсемейство Alouattinae
  - Род Ревуны (Alouatta)
    - Alouatta arctoidea
    - Краснорукий ревун (Alouatta belzebul)
    - Чёрный ревун (Alouatta caraya)
    - Коибский ревун (Alouatta coibensis)
    - Alouatta discolor
    - Бурый ревун (Alouatta guariba)
    - Alouatta juara
    - Гайянский ревун (Alouatta macconnelli)
    - Амазонский ревун (Alouatta nigerrima)
    - Колумбийский ревун (Alouatta palliata)
    - Центральноамериканский ревун (Alouatta pigra)
    - Alouatta puruensis
    - Боливийский ревун (Alouatta sara)
    - Рыжий ревун (Alouatta seniculus)
    - Alouatta ululata
- Подсемейство Atelinae
  - Род Коаты (Ateles)
    - Белолобая коата (Ateles belzebuth)
    - Перуанская коата (Ateles chamek)
    - Колумбийская коата (Ateles hybridus)
    - Белощёкая коата (Ateles marginatus)
    - Чернолобая коата (Ateles fusciceps)
    - Коата Жоффруа (Ateles geoffroyi)
    - Краснолицая коата (Ateles paniscus)

  - Род Паукообразные обезьяны (Brachyteles)
    - Паукообразная обезьяна (Brachyteles arachnoides)
    - Рыжеватая обезьяна (Brachyteles hypoxanthus)

  - Род Шерстистые обезьяны (Lagothrix) 
    - Бурая шерстистая обезьяна (Lagothrix lagotricha)
    - Серая шерстистая обезьяна (Lagothrix cana)
    - Колумбийская шерстистая обезьяна (Lagothrix lugens)
    - Серебристая шерстистая обезьяна (Lagothrix poeppigii)

  - Род Желтохвостые обезьяны (Oreonax) 
    - Желтохвостая обезьяна (Oreonax flavicauda)